# ティナ・ターナー (コ・ドライバー)
マリア・クリスティーナ・ターナー（Maria Christina Thörner, 1966年2月26日 - ）は、スウェーデンのセフレ出身のコ・ドライバー。

## 経歴
ヴェーネルン湖の北にある半島で生まれる。

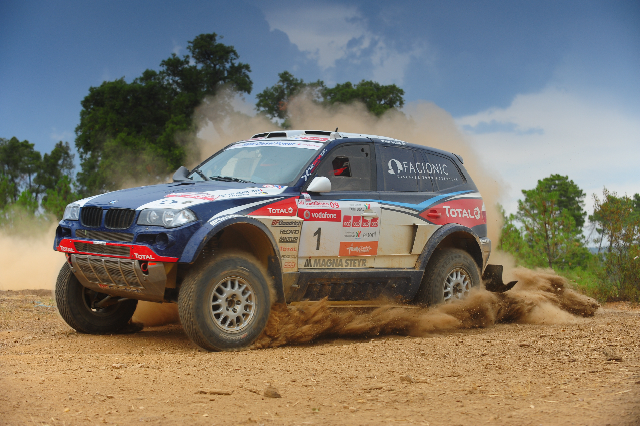
2009年ゲラン・シシェリとラリーレイドに参戦

1985年ラリーデビュー。この年のRACラリーでWRCデビューもしている。最初はスウェーデン国内が多かったが、1990年からオペル車を駆る英国人のエイトケン・ウォーカー・ルイーズとWRC（世界ラリー選手権）の5戦に参戦して以降は国際大会をメインとするようになる。
WRCでは90年代を通じて三菱をドライブするドイツ人のヘルドリッド・イゾルデやニッテル・ウーヴェと組んだ。
1999年以降は同じスウェーデン人でシュコダ・オクタビアWRCを駆るケネス・エリクソン、シトロエン・クサラWRCをドライブするトーマス・ラドストロームとコンビを組んだ。また1戦のみ、三菱・ランサーエボリューションを運転するマティアス・エクストロームのナビも務めた。
1998年からラリーレイドにも挑戦し、2005年からラリーをやめて完全にラリーレイドに転身した。ダカール・ラリーでは三菱のユタ・クラインシュミットや、日産のアリ・バタネン、コリン・マクレー、フォルクスワーゲンのジニエル・ド・ヴィリエ、X-raid BMWのナッサー・アルアティヤ、ゲラン・シシェリといった名ドライバーたちのナビを歴任した。1999年にターナーは、クラインシュミットとともに女性として初めてダカールの表彰台に立った。2006年にはド・ヴィリエと共に総合2位となった。
クロスカントリーラリー・ワールドカップではX-raid時代の2008年にアルアティヤ、2009年にシシェリと異なるドライバーたちと組んで連覇した。
現在はスウェーデンのAI企業やFIAとの提携により、スマホアプリで日常のドライバーたちがいかに安全かつ低燃費で走れたかを競う新競技FIA SDC（スマート・ドライビング・チャレンジ）のレースディレクターを務める。